# Ruisseau de Vaux
Le ruisseau de Vaux est un cours d'eau français qui coule dans le département lorrain de la Meuse. C'est un affluent de l'Orne en rive gauche, donc un sous-affluent du Rhin par l'Orne puis par la Moselle.

## Géographie
Le ruisseau de Vaux prend sa source sur le territoire de la commune de Douaumont-Vaux dans la commune déléguée de Vaux-devant-Damloup. Dès sa naissance, il s'oriente vers l'est, direction qu'il maintient tout au long de son parcours. Celui-ci se fait totalement dans le département de la Meuse. Il se jette dans l'Orne en rive droite à Foameix-Ornel après un parcours de près de 14 km.

## Hydronymie
Est présumé être un ancien Morge, peut relever du celtique *Morga ou de l'indo-européen *Mergh.

## Communes traversées
- Département de la Meuse : Douaumont-Vaux, Dieppe-sous-Douaumont, Gincrey, Mogeville, Morgemoulin et Foameix-Ornel.

## Hydrologie
Le ruisseau de Vaux est un cours d'eau très irrégulier, à l'instar de ses voisins de la région du bassin de l'Orne. Son débit a été observé durant une période de 25 ans (1984-2008), à Morgemoulin, localité du département de la Meuse située non loin de son confluent avec l'Orne (ref). La surface ainsi étudiée est de 42,3 km2, soit la quasi-totalité du bassin versant du cours d'eau.
Le module de la rivière à Morgemoulin est de 0,420 m3/s (420 litres).
Le ruisseau de Vaux présente des fluctuations saisonnières de débit fort marquées, comme très souvent dans le bassin de la Moselle. Les hautes eaux se déroulent en hiver et se caractérisent par des débits mensuels moyens allant de 0,790 à 0,929 m3/s, de décembre à mars inclus (avec un maximum en janvier). À partir du mois d'avril, le débit baisse rapidement jusqu'aux basses eaux d'été qui ont lieu de juin à septembre inclus, entraînant une baisse du débit mensuel moyen jusqu'à 0,072 m3/s au mois d'août. Mais ces moyennes mensuelles cachent des fluctuations bien plus prononcées sur de courtes périodes ou selon les années.
Aux étiages, le VCN3 peut chuter jusque 0,011 m3/s (onze litres), en cas de période quinquennale sèche, ce qui est assez sévère, le cours d'eau étant alors réduit à quelques filets d'eau. Mais ce fait est fréquent parmi les petits cours d'eau de la région coulant sur le plateau lorrain.
Les crues peuvent être fort importantes, compte tenu de la petitesse du bassin versant. Les QIX 2 et QIX 5 valent respectivement 9,1 et 12 m3/s. Le QIX 10 est de 13 m3/s, le QIX 20 de 15 m3/s, tandis que le QIX 50 se monte à 17 m3/s.
Le débit instantané maximal enregistré à Morgemoulin a été de 14,8 m3/s le 21 décembre 1993, tandis que la valeur journalière maximale était de 10,2 m3/s le même jour. Si l'on compare la première de ces valeurs à l'échelle des QIX de la rivière, l'on constate que cette crue était d'ordre vicennal, et donc destinée à se répéter tous les 20 ans en moyenne.
Le ruisseau de Vaux est un cours d'eau relativement abondant. La lame d'eau écoulée dans son bassin versant est de 312 millimètres annuellement, ce qui est légèrement inférieur à la moyenne d'ensemble de la France (320 millimètres), et aussi à la moyenne du bassin de la Orne (326 millimètres). C'est cependant largement supérieur aux bassins de l'Esch (200 mm), de la Seille (242 mm), et même du Rupt de Mad (292 mm). Le débit spécifique (ou Qsp) atteint de ce fait le chiffre de 9,9 litres par seconde et par kilomètre carré de bassin.